# Халет Чамбел
Халет Чамбел (на турски: Halet Çambel) е турски археолог, професор.
Посвещава се на теренни археологически проучвания. Започва своята кариера като стажант на разкопките в Богазкьой. Там се намира и известният хетски град Хатуша. Там е основан и първият турски музей на открито, който включва и могилата Каратепе-Арсланташ, известна в научните среди като „мястото, където са дешифрирани хетските йероглифи“. Има съществен принос за откриването и изследване на Каратепе и за дешифрирането на хетските йероглифи.
Остава в историята и като първата турска спортистка, участвала на Олимпиада. На олимпиадата през 1936 г. представя Турция по фехтовка. Печели медал и титлата „първата турска спортистка, участвала на Олимпиада“.
Съпруга на Наил Чакирхап, архитект от Анкара.

## Биография
Халет Чамбел е родена  на 27 август 1916 г. в Берлин. Баща и е Хасан Джемил Бей, който тогава е воененно аташе в Германия. Той е бил близък приятел на Кемал Ататюрк. Майка и е Ремзие Ханим, дъщеря на тогавашния посланик в Берлин Ибрахим Хакъ паша. Тя е третото дете от семейството. Сестра и е адвоката и журналист Лейла Чамбел. Брат и е турският инженера Бюлент Чамбел.
Известно време живее с родителите си в Швейцария и Австрия. Това е периода след Първата световна война. В Турция пристига на 8-годишна възраст.
Средното си образование завършва в Американския девически колеж Arnavutköy. Тогавашният и учител по история на изкуството и участието и в организираните от него пътувания до историческите места на Истанбул се оказват важни за избора на професия.
След завършване на средното си образование започва учи археология в Парижкия университет Сорбона. Получава тригодишна стипендия от френското правителство, Изучава хетски и староеврейски. През 1935 г. за пръв път участва в археологически разкопки като стажант. Участва в археологическите разкопки в Alacahöyük които тогава се ръководят от Курт Бител (Kurt Brittel).
След завършване на бакалавърското си образование (1938 г.), Чамбел започва докторантура в Сорбоната. През лятото на 1939 г. работи във Френския археологически институт в Истанбул. Пристига в Турция за да участва в разкопките на град Yazılıkaya/Midas, водени от Emilie Haspels, но поради започване на Втората световна война не може да се върне във Франция. Работи като асистент на Хелмут Теодор Босерт в Истанбулския университет.
През 1940 г. се омъжва за Наил Чакърхан, ляв журналист и писател, работещ за вестник Тан. Известно време преподава френски в гимназията Хайдарпаша. Продължава докторантурата си в Истанбулския университет. Провежда сондажни проучвания в Kırşehir Hashöyük от името на Турското историческо дружество.
Откритията в района на Каратепе през 1946 г. и проучването на хетските артефакти от района между градовете Кайсери и Адана, се оказват решаващи за кариерата и. Тогава изследователският екип установява, че хетските йероглифи и финикийското писмо са били използвани едновременно, откритие помага за разчитане на финикийското писмо и дешифриране на хетските йероглифи. След 1952 г. провежда разкопките в Каратепе-Арсланташ. Инициатор за създаването на музей на открито и възстановяване, съхранение и експониране на археологическите находки, открити в Каратепе. Съпругат на Чамбел, Наил Чакърхан, осъществява идеята по проект на архитекта Тургут Кансевер.
През периода 1948 – 1949 г., заедно с Френския археологически институт, провежда археологически проучвания на град Язълъкая/Мидас.
През периода 1962 – 1963 г. Чамбел е гост-лектор в университета Саарбрюкен Германия. След завръщането си в Турция тя започва работа в Истанбулския университет и създава катедрата по праистория.
През 1964 г. започва разкопките на могилата Чайоню в Ергани, заедно с Робърт Дж. Брейдууд от Чикагския университет и съпругата му Линда С. Брейдууд. Това е едно от най-забележителните и археологически открития. Там са открити данни представящи най-ранния предкерамичен неолит. В Чяйоню е открита уникална каменна архитектура от същото време.
В рамките на съвместен проект на Истанбулския и Чикагски университети за праисторически изследвания в Югоизточна Анатолия, осъществяван от Халет Чамбел, през 1964 г. са направени теренни проучвания на некропола Бирис (Biris) и Söğüt в Урфа-Бозова. През 1968 и 1070 г. Халет Чамбел  археологическите проучвания на Гирикихакиан (Girikihacıyan) в Деарбекир.
Халет Чамбел е тази която през 1966 г. започва първите археологическите проучвания на обширна територия попадаща в чашата на язовир Кебан.
През 1976 г. допринася за създаването на изцяло нов отдел за археометрия.
Пенсионира се през 1984 г. но и след това продължава участието си в археологически разкопки, научни конференции и писането на научни статии.
През 2004 г. дарява семейната си къщата, известна като „Червеното имение“ в Арнавуткьой, на университета Богазичи през 2004 г. След реставрация сградата е превърната в Изследователски център за археология и традиционна архитектура. Същият носи имената на Халет Чамбел и Наил Чакирхан.
Халет Чамбел умира на 12 януари 2014 г. в дома си в Истанбул.

## Признание
- През 2005 г. получава наградата „Принц Клаус“, която се дава от Холандия за приноси към развитие културата.
- През 2010 г. получава Голямата награда за култура и изкуство от Министерството на културата на Турция.
- През същата година е публикуван „Епосът на Халет Абла“, поетичен текст, описващ живота на Халет Чамбел.

## Спортна кариера
Халет Чамбел прекарва свободното си време тренирайки фехтовка, тенис на маса и конна езда. През 1936 год тя представлява Турция по фехтовка на Летните олимпийски игри в гр. Мюнхен. Заедно със Суат Фетгери Ашени тя е първата турска спортистка, участвала на Олимпиадата. Тогава Халет Чамбел е сред поканените за среща с Адолф Хитлер, покана която тя отказа, под предтекст, че няма да участва в срещата без разрешението на турското правителството.